# Bucèfala i Nicea
Bucèfala (grec antic: Βουκεφάλα) i Nicea (Νίκαια) foren dues ciutats fundades per Alexandre el Gran a banda i banda del riu Hidaspes (que avui en dia es coneix com a Jhelum i flueix pel Pakistan) durant la seva invasió del subcontinent indi. Les ciutats, dues de les moltes establertes per Alexandre, foren construïdes al poc de la seva victòria sobre el rei indi Poros a la batalla de l'Hidaspes, a principis del 326 aC.
A la batalla va morir el seu cavall Bucèfal. Bucèfala segurament era propera a la moderna Jalalpur Sharif.